# Aeroportul Internațional Philadelphia
Aeroportul Internațional Philadelphia (în engleză Philadelphia International Airport) (IATA: PHL, ICAO: KPHL, FAA LID: PHL) este un aeroport din Philadelphia, Comitatul Philadelphia, Pennsylvania, Pennsylvania, Statele Unite ale Americii ce deservește zona Philadelphia. Aeroportul a fost tranzitat în 2023 de 28.131.972 de pasageri. A fost deschis în 1940 și numit după zona deservită.
Situat la o altitudine de 11 m, aeroportul dispune de 4 piste.

## Infrastructură

### Piste
Aeroportul dispune de 4 piste: 
- pista 08/26 din asfalt, cu dimensiunile 5.000 picioare × 150 picioare
- pista 09L/27R din asfalt, cu dimensiunile 9.500 picioare × 150 picioare
- pista 09R/27L din asfalt, cu dimensiunile 12.000 picioare × 200 picioare
- pista 17/35 din asfalt, cu dimensiunile 6.501 picioare × 150 picioare